# Coriariaceae
Coriariaceae is een botanische naam, voor een familie van tweezaadlobbige planten. Een familie onder deze naam wordt met een zekere regelmaat erkend door systemen van plantentaxonomie, en ook door het APG-systeem (1998) en het APG II-systeem (2003). Het gaat om een kleine familie van één geslacht van struiken.
In het Cronquist systeem (1981) was de plaatsing in de orde Ranunculales.